# Babiya Birta
Babiya Birta – gaun wikas samiti we wschodniej części Nepalu w strefie Kośi w dystrykcie Morang. Według nepalskiego spisu powszechnego z 2001 roku liczył on 2894 gospodarstw domowych i 14486 mieszkańców (7294 kobiet i 7192 mężczyzn).